# ایچیکاوا دانجورو دوازدهم
ایچیکاوا دانجورو دوازدهم (به ژاپنی: 十二代目 市川 團十郎 Jūnidaime Ichikawa Danjūrō)؛( ۶ اوت ۱۹۴۶ – ۳ فوریهٔ ۲۰۱۳ یک هنرپیشه و هنرمند کابوکی اهل ژاپن بود.
از فیلم‌ها یا برنامه‌های تلویزیونی که وی در آن نقش داشته است می‌توان به هانا نو ران اشاره کرد.